# Olympiakos Syndesmos Filathlōn Peiraiōs 2021-2022 (pallavolo femminile)
Questa voce raccoglie le informazioni riguardanti l'Olympiakos Syndesmos Filathlōn Peiraiōs nelle competizioni ufficiali della stagione 2021-2022.

## Organigramma societario
Area direttiva
- Presidente: Michalīs Kountourīs
- Team manager: Nicos Katsiouras

Area tecnica
- Allenatore: Gil Ferrer (fino a novembre), Carlo Parisi (da novembre)
- Allenatore in seconda: Spyridon Sarantitīs

Area sanitaria
- Medico: Giōrgos Tsikourīs
- Fisioterapista: Alexandros Nakastsīs

## Rosa
| N° | Nome                   | Ruolo | Data di nascita   | Nazionalità sportiva |
| -- | ---------------------- | ----- | ----------------- | -------------------- |
| 1  | Katerina Giōta         | C     | 7 giugno 1990     | Grecia               |
| 2  | Melina Emmanouīlidou   | C     | 18 settembre 1994 | Grecia               |
| 5  | Feronikī Ziōga         | O     | 25 aprile 1996    | Grecia               |
| 6  | Areta Konomī           | L     | 31 gennaio 1989   | Grecia               |
| 7  | Xenia Kakouratou       | L     | 19 settembre 1993 | Grecia               |
| 7  | Taylor Agost           | S     | 31 maggio 1996    | Stati Uniti          |
| 8  | Elena Milintigievits   | S     | 15 giugno 1999    | Grecia               |
| 9  | Aggelina Syristatidī   | C     | 21 febbraio 2004  | Grecia               |
| 10 | Wilma Salas            | S     | 9 marzo 1991      | Cuba                 |
| 12 | Mariana Costa          | S     | 30 luglio 1986    | Brasile              |
| 14 | Stylianī Christodoulou | P     | 19 luglio 1991    | Grecia               |
| 15 | Saskia Hippe           | O     | 16 gennaio 1991   | Germania             |
| 16 | Maria Genitsaridī      | S     | 3 giugno 1994     | Grecia               |
| 17 | Ilionī Kelesidī        | C     | 17 giugno 1997    | Grecia               |
| 18 | Panagiōta Xanthopoulou | P     | 21 ottobre 1999   | Grecia               |
| 20 | Athanasia Totsidou     | L     | 18 giugno 1989    | Grecia               |